# Tamamo no Mae

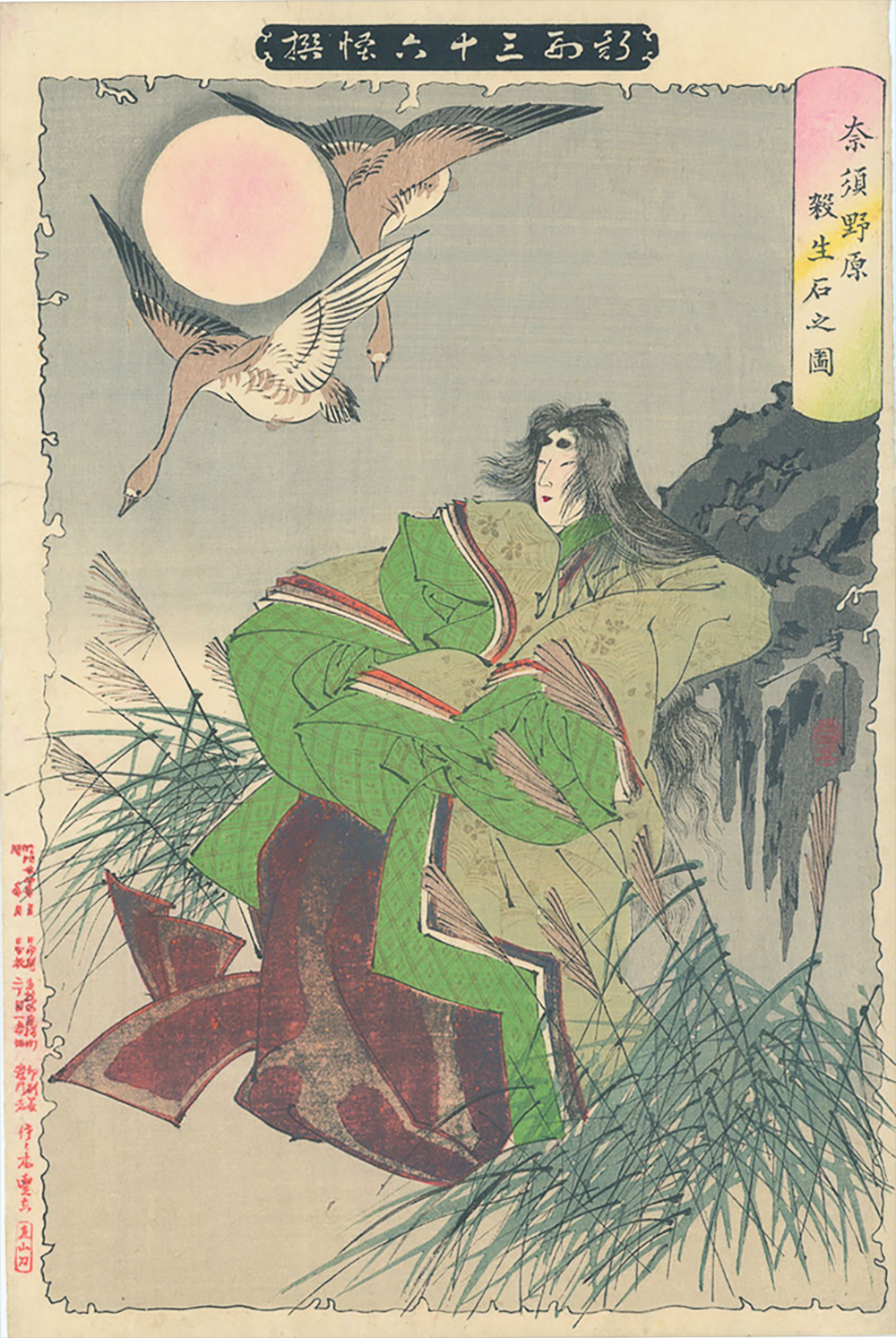
Stampa xilografica Tamamo-no-Mae di Tsukioka Yoshitoshi

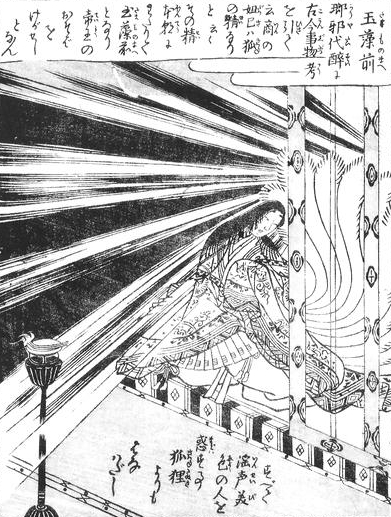
Tamamo-no-Mae. Da "Konjaku Gazu Zoku Hyakki" di Toriyama Sekien. Dietro la figura si può vedere la coda di una volpe.

Tamamo no Mae (玉藻前/玉藻の前/玉藻御前? lett. "la signora del Gioiello luminoso"), è una figura leggendaria della mitologia giapponese. Nell'otogizōshi, una raccolta di racconti giapponesi scritta durante il periodo Muromachi, Tamamo-no-Mae era una cortigiana dell'imperatore giapponese Konoe (che regnò dal 1142 al 1155). Diventa la concubina preferita dell'imperatore in pensione Toba e lo spinge quasi alla morte finché non viene svelata la sua identità di volpe a nove code (九尾の狐?, Kyūbi no Kitsune).

## Leggenda

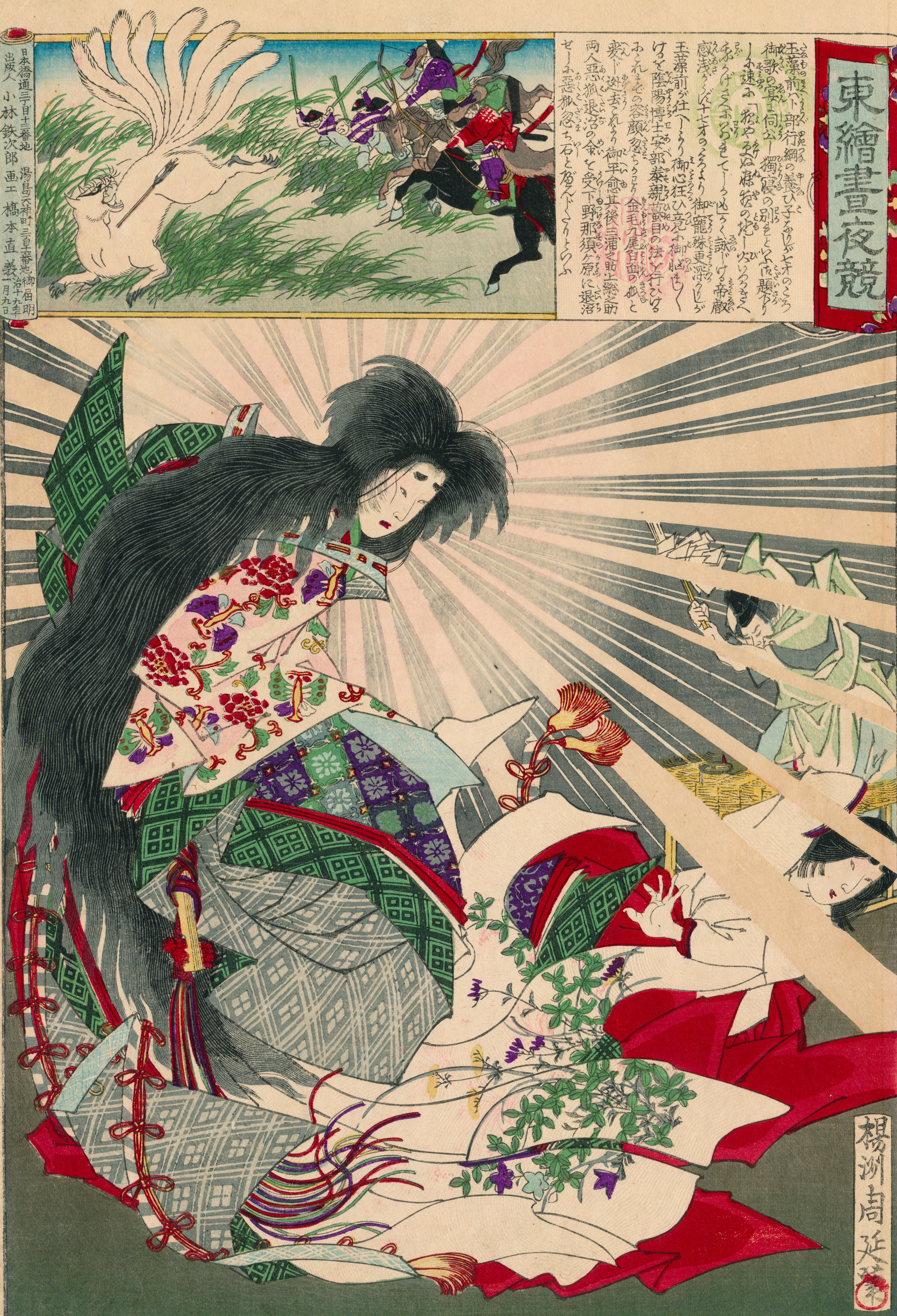
Tamamo-no-Mae, stampa xilografica di Chikanobu, 1886

Tamamo no Mae arriva alla corte imperiale, dove diventa la concubina preferita del sovrano. Oltre ad essere particolarmente bella, è anche colta e stupisce l'intera corte con la sua conoscenza del Buddismo, di musica o astronomia. In una versione, dimostra anche le sue abilità speciali quando una notte d'autunno, durante la quale era scoppiato un temporale - un temporale che la corte cercava di dimenticare con una serata di poesia - un'improvvisa folata di vento spense tutte le luci. Lì, nell'oscurità totale, il corpo della bella Tamamo-no-Mae fu visto brillare nella notte, come il sole radioso dell'alba . Se il misterioso fenomeno seminò terrore tra i ministri e le guardie presenti, Toba no In, lui stesso, vide in esso solo un segno in più della luminosa personalità della giovane ragazza, che subito soprannominò Tamamo-no-Mae, "la luminosa fanciulla gioiello".
Dopo qualche tempo sotto la loro influenza, il sovrano si ammala e chiede aiuto a indovini e astrologi. Ma l'astrologo ed esorcista di corte, l'abile Abe no Yasuchika, comprese che i mali venivano da Tamamo no Mae, che in realtà era una perfida volpe a nove code al servizio di un malvagio daimyō, che voleva farlo ammalare per poter salire al trono. Di fronte al rifiuto dell'"imperatore in pensione" di scacciare la sua bella favorita, l'astrologo, determinato a salvare il suo padrone, organizzò una grande cerimonia in onore di una delle divinità dell'aldilà, il Signore del Monte Tai (Taisan fukun). Durante questa cerimonia, Tamamo-no-Mae mostrò un crescente disagio mentre ascoltava gli incantesimi, solo per rivelarsi presto per quello che era: una malvagia volpe a nove code. Smascherata, fuggì quindi verso nord-est, dove gli spiriti demoniaci trovano sempre rifugio.
L'imperatore ordinò a Kazusa-no-suke (上総介?) e Miura-no-suke (三浦介?), i guerrieri più potenti dell'epoca. Dopo essere sfuggita ai cacciatori per qualche tempo, la volpe apparve in sogno a Miura-no-Suke, assumendo nuovamente le sembianze della bellissima Tamamo-no-Mae, la volpe profetizzò che Miura-no-Suke lo avrebbe ucciso il giorno dopo e implorò di risparmiargli la vita. Miura-no-Suke rifiutò. 
La mattina presto del giorno dopo, i cacciatori trovarono la volpe nella pianura di Nasu, nel Giappone settentrionale (nell'attuale prefettura di Tochigi), dove Miura-no-Suke uccise la creatura magica con una freccia.
Nel Tamamo no sōshi (玉藻の草紙?) del 1653, alla storia fu aggiunta un'appendice che descriveva come lo spirito di Tamamo-no-mae si fosse incastonato in una pietra chiamata magica, Sesshō-seki (殺生石?, lett. pietra che uccide), mortale per chiunque la toccasse. Si dice che la pietra sia stata distrutta nel periodo Nanboku-chō dal monaco buddista Gennō Shinshō (源翁心昭?), che esorcizzò lo spirito della volpe ormai pentito. Dopo l'atto ha tenuto un servizio commemorativo buddista, permettendo allo spirito di riposare finalmente in pace.

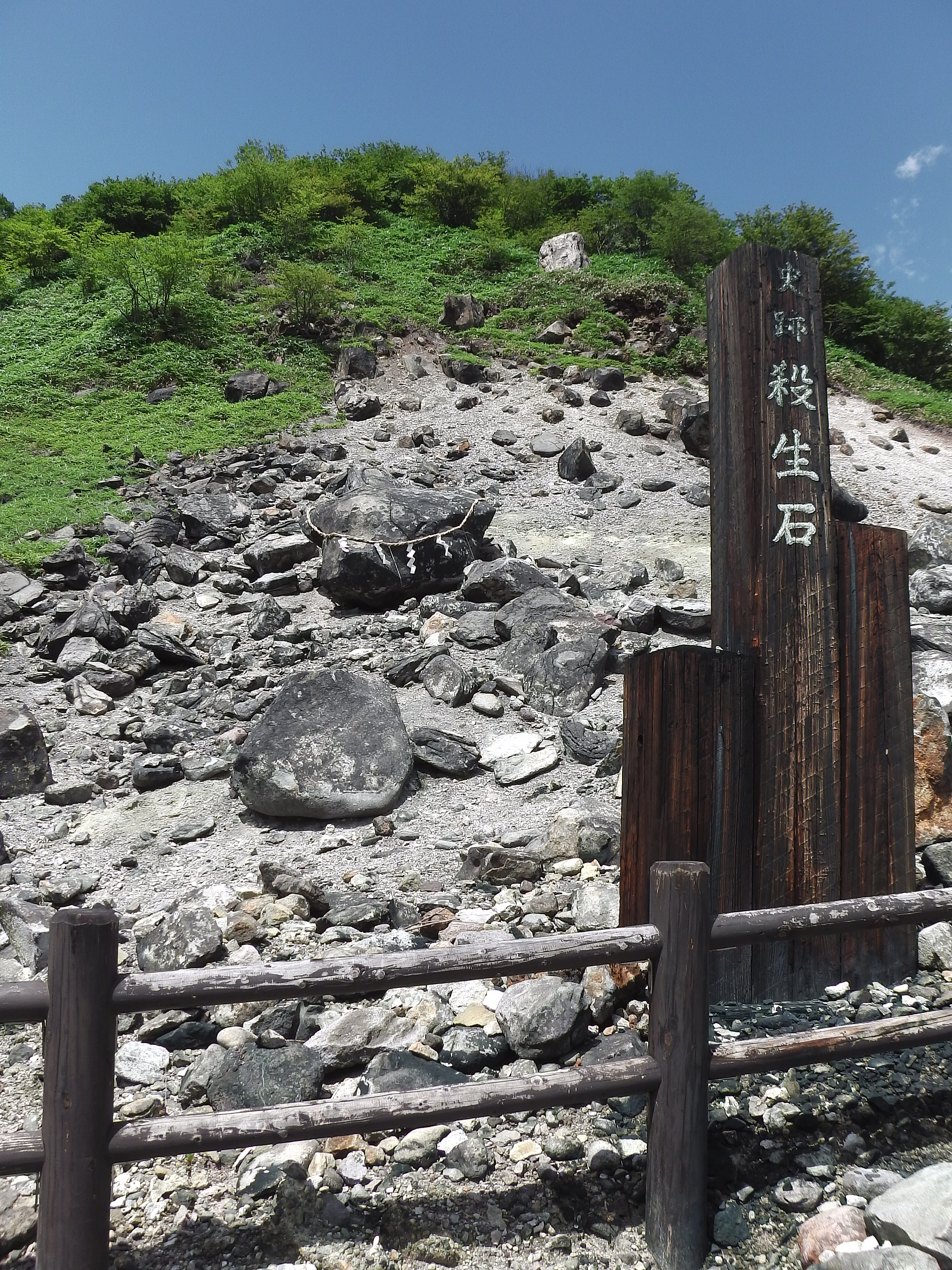
Sesshō-seki nel 2016

Sopra una pietra identificata tradizionalmente con la Sesshō-seki (殺生石?) si trova un’area vulcanica, dichiarata dal 1957 sito di interesse storico e nota per le sorgenti termali sulfuree nella prefettura di Tochigi, un centinaio di chilometri a nord di Tokyo. Nei primi giorni di Marzo 2022 la pietra si è rotta, liberando, secondo le credenze popolari, lo spirito maligno in essa rinchiuso e i social media in Giappone hanno previsto che fossero state liberate forze oscure. Le autorità della prefettura hanno riferito che già da qualche tempo prima sulla pietra erano visibili delle crepe, consentendo forse all'acqua piovana di penetrare e indebolirla, quindi è altamente probabile che la pietra si sia rotta naturalmente.

## Storia

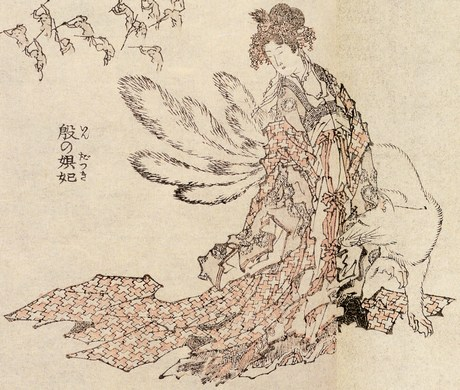
La donna volpe Daji in un dipinto di Hokusai

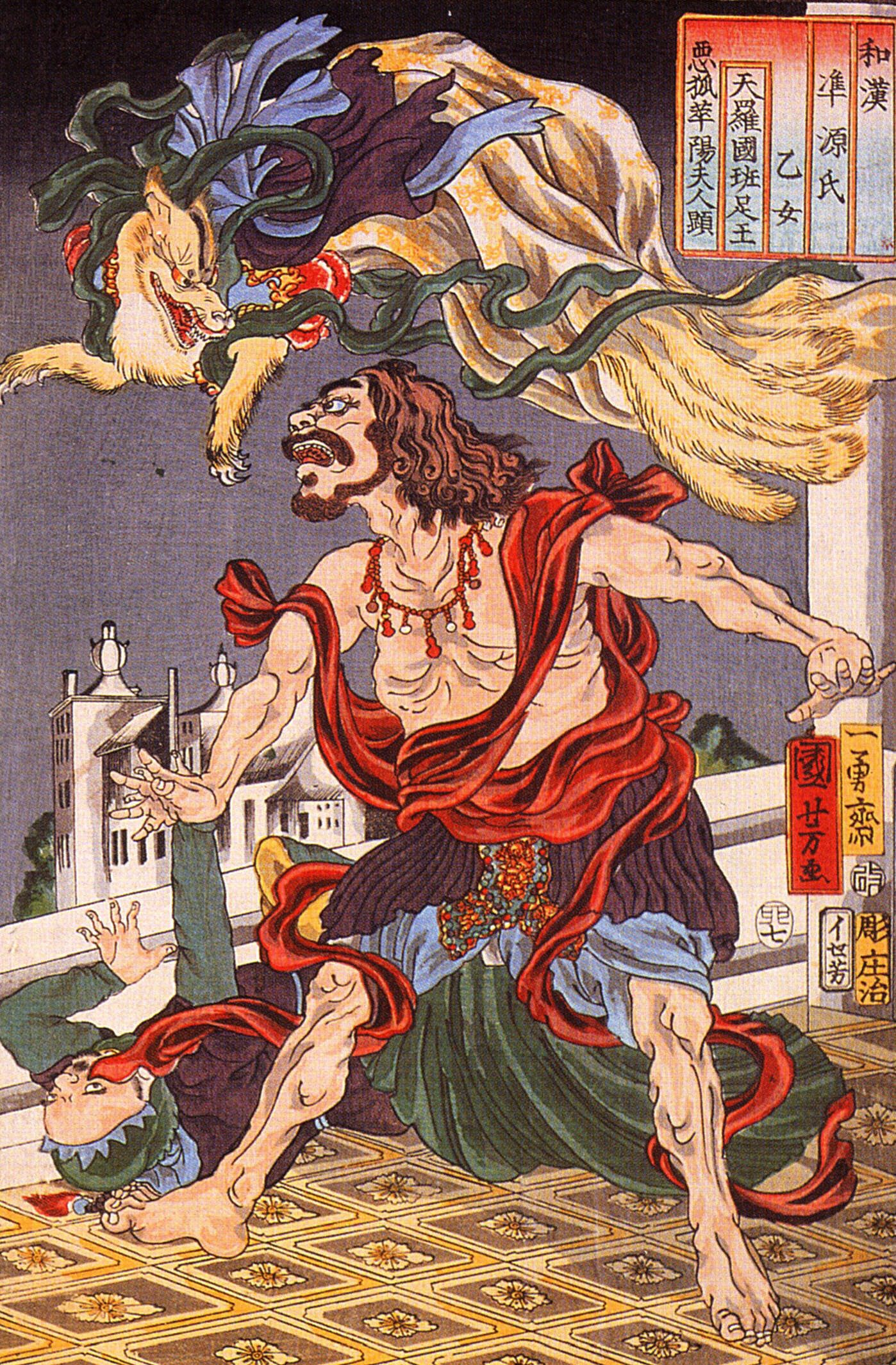
Kalmashapada e la volpe a nove code di Utagawa Kuniyoshi.

Le storie di Tamamo-no-Mae come leggendario spirito volpe kitsune compaiono durante il periodo Muromachi come otogizōshi (narrazioni in prosa) e sono state menzionate anche da Toriyama Sekien nel Konjaku Hyakki Shūi. Il folklore del periodo Edo confuse poi la leggenda con simili racconti stranieri su spiriti volpe che corrompevano i sovrani, causando caos nei loro territori.
Nella storia narrata da Hokusai, formatasi nel periodo Edo, la volpe a nove code apparve per la prima volta in Cina e si impossessò di Daji, una concubina dell'ultimo sovrano della dinastia Shang, il re Zhou. Ella incantò il re e diede inizio a un regno di terrore che portò a una ribellione che pose fine alla dinastia Shang. Lo spirito della volpe fuggì a Magadha di Tianzhu (antica India) e divenne Lady Kayō (華陽夫人), concubina del principe ereditario Banzoku (班足太子; basato sui racconti indiani di Kalmashapada il mangiatore di uomini), inducendolo a tagliare la testa a mille uomini. Fu poi nuovamente sconfitta e fuggì dal paese. La stessa volpe tornò in Cina intorno al 780 a.C. e si diceva che avesse posseduto Bao Si, una concubina del re You della dinastia Zhou. Fu nuovamente scacciato dalle forze militari umane.
La volpe rimase in silenzio per un po' di tempo, poi apparve in Giappone come la cortigiana Tamamo-no-Mae.

## Tamamo-no-Mae nella cultura giapponese
La storia fu drammatizzata fin dall'inizio e alla fine arrivò sul palcoscenico del popolare teatro Kabuki. La leggenda di Tamamo-no-Mae funge da base per il dramma nō "Sessho-seki" (La pietra che uccide) e per l'opera kabuki e kyōgen "Tamamo-no-Mae" (La bella strega volpe). Anche gli artisti ukiyo-e del periodo Edo trovarono nella donna volpe, dalla bellezza demoniaca, un valido soggeto.